# Triều Tiên Văn Tông
Triều Tiên Văn Tông (chữ Hán: 朝鮮文宗; Hangul: 조선문종; 3 tháng 10, 1414 - 14 tháng 5, 1452), là vị Quốc vương thứ năm của nhà Triều Tiên. Ông trị vì tổng cộng 2 năm, từ năm 1450 đến năm 1452, trở thành một trong những vị Quốc chủ tại vị ngắn nhất trong lịch sử.

## Tiểu sử
Triều Tiên Văn Tông có húy là Lý Hướng (李珦), tự Huy Chi (輝之), là con trai trưởng của Triều Tiên Thế Tông Lý Tạo và Chiêu Hiến vương hậu Thẩm thị, người ở Thanh Tùng. Ông được sinh ra vào ngày 3 tháng 10 âm lịch năm 1414 tại Hán Thành.
Năm 1422, tháng 10, Minh Thành Tổ Chu Đệ sách phong ông làm Vương thế tử (王世子) của Triều Tiên. Từ năm 1445, Thế Tông thường xuyên đau ốm, Thế tử với cương vị nhiếp chính đã thay quyền Quốc vương quản lý chính vụ.
Năm 1450, Thế Tông qua đời tại phủ đệ của Vĩnh Ưng Đại quân Lý Diễm, Thế tử kế vị trở thành Triều Tiên quốc vương. Nhưng hai năm sau (1452), vào ngày 14 tháng 5, Văn Tông mất ở điện Khang Ninh (Khang Ninh điện; 康寧殿) vì bạo bệnh, thọ 38 tuổi. Người con trai trưởng đã kế vị ông, tức Triều Tiên Đoan Tông. Đoan Tông táng vua cha vào Hiển lăng (显陵).
Hầu hết các thành tựu lớn của Văn Tông diễn ra khi ông làm thế tử. Mặc dù phần lớn mọi người đều biết Tưởng Anh Thực đã phát minh ra dụng cụ để đo mực nước, nhưng các biên niên sử của Triều Tiên lại cho rằng Thế tử mới là một trong những người mà tìm ra các biện pháp của những thước đo chuẩn trong việc cấp nước.

## Gia đình
- Thân phụ: Triều Tiên Thế Tông Lý Đào.
- Thân mẫu: Chiêu Hiến vương hậu Thẩm thị (昭憲王后沈氏, 1395 - 1446), người ở Thanh Tùng. Con gái của Thanh Xuyên phủ viện quân Thẩm Ôn (靑川府院君沈溫) và Tam Hàn Quốc Đại phu nhân An thị ở Thuận Hưng (三韓國大夫人順興安氏).
- Hậu phi:

1. Phế tần, Huy tần Kim thị (徽嬪金氏), người ở An Đông. Con gái của Kim Ngũ Văn (金五文), mẹ là Trịnh phu nhân ở Thanh Châu, có cô là Minh tần Kim thị của Triều Tiên Thái Tông. Năm 1427, thụ phong Vương thế tử Huy tần (王世子徽嬪), sang năm 1429 do bị phát hiện dùng tà thuật yêu mị nên bị phế.
2. Phế tần, Thuần tần Phụng thị (純嬪奉氏), người ở Hà Âm. Cha là Phụng Lệ (奉礪). Năm 1429, sắc phong làm Vương thế tử Thuần tần (王世子純嬪). Năm 1436, phát hiện có quan hệ đồng tính luyến ái với cung nữ Triệu Song (召雙), nên bị phế làm thứ nhân.
3. Hiển Đức vương hậu Quyền thị (顯德王后權氏, 1418 - 1441), người ở An Đông. Con gái của Hoa Sơn phủ viện quân Quyền Chuyên (花山府院君權專) và Hải Ninh phủ phu nhân Thôi thị ở Hải Châu (海寧府夫人海州崔氏). Năm 1457, phế làm thứ nhân. Năm 1513, được phục vị. Sinh ra Triều Tiên Đoan Tông và Kính Huệ công chúa.
4. Túc tần Hồng thị (肅嬪洪氏), người ở Nam Dương. Cha là Hồng Thâm (洪深), mẹ họ Doãn ở Pha Bình (坡平尹氏).
5. Thục nghi Văn thị (淑儀文氏, 1426 - 1458), người ở Nam Bình.
6. Chiêu dung Quyền thị (昭容權氏), người ở An Đông.
7. Chiêu dung Trịnh thị (昭容鄭氏), người ở Đông Lai.
8. Chiêu dung Doãn thị (昭容尹氏), người ở Pha Bình.
9. Chiêu dung Liễu thị (昭容柳氏), người ở Văn Hóa.
10. Thượng cung Trương thị (尙宮張氏)
11. Tư tắc Dương thị (司則楊氏)

- Vương tử:

1. Triều Tiên Đoan Tông Lý Hoằng Vĩ [李弘暐], mẹ là Hiển Đức vương hậu.
2. 2 Vương tử, con trai của Chiêu dung Trịnh thị và Thượng cung Trương thị.

- Vương nữ:

1. Công chúa [公主, 1433], mẹ là Hiển Đức vương hậu.
2. Kính Huệ công chúa [敬惠公主, 1435 - 1473], mẹ là Hiển Đức vương hậu. Hạ giá lấy Ninh Dương úy Trịnh Tông (鄭悰).
3. Kính Thục ông chúa [敬淑翁主, 1439 - ?], mẹ là Tư tắc Dương thị. Hạ giá lấy Ban Thành úy Khương Tử Thuận (姜子順).
4. Hai vị Ông chúa [翁主], con gái của Túc tần Hồng thị và Tư tắc Dương thị. Mất sớm năm 1444 và 1451.

## Thụy hiệu
- Văn Tông Cung Thuận Khâm Minh Nhân Túc Quang Văn Thánh Hiếu Đại vương
- 文宗恭順欽明仁肅光文聖孝大王
- 문종공순흠명인숙광문성효대왕